# Florence MacCarthy
Florence MacCarthy, in irlandese noto come Fínghin mac Donnchadh Mac Cárthaigh (1560 – 1640), è stato un nobile irlandese del XVI secolo fu l'ultimo uomo a reclamare, con un certo diritto, il titolo di capo del Clan MacCarthy prima che gli inglesi lo sopprimessero. Partecipò alla Ribellione di Tyrone cosa che lo portò a passare quarant'anni sotto la custodia degli inglesi a Londra e le sue terre vennero spartite fra i suoi parenti ed i coloni inglesi.

## Gli inizi
Florence MacCarthy nacque nel 1560 a Kilbrittain, vicino a Kinsale nel Munster nella famiglia dei MacCarthy Reagh, un ramo del Clan MacCarthy da Donogh MacCarthy Reagh, XI principe di Carbery.
Anche Florence da adulto intraprese la carriera militare e la sua importanza sta proprio nel fatto che ebbe sotto il suo comando il Munster occidentale all'epoca in cui la Riconquista Tudor dell'Irlanda era in atto. Il Munster sudoccidentale era infatti la regione più aperta all'intervento spagnolo, una possibilità di cui si discuteva nel decennio 1570, e che avrebbe avuto lo scopo di fomentare le rivolte cattoliche nell'isola. Escluso il signore di Carbery colui che governava la regione era il cosiddetto MacCarthy Mór (il Grande MacCarthy) della stirpe di Desmond le cui terre si trovavano nelle odierne contee di Cork e Kerry. Oltre alla branca di Reagh, la più ricca, c'erano anche quelle di Muskerry e Duhallow, i Reagh, dal canto loro, governavano il Carbery come dei sovrani semi-indipendenti e fu nel complesso gioco fra la corona inglese e le diverse branche di famiglia che Florence alla fine andò a finire.
Durante la Rivolte dei Desmond i Reagh furono leali alla corona inglese in modo da poter far capire al capo del clan quanto essi si sentissero indipendenti (egli infatti aveva partecipato alla rivolta) tanto che il padre di Florence mobilitò un gran numero di uomini per stanare Gerald FitzGerald dalle proprie terre durante la seconda rivolta dei Desmond.
Quando suo padre morì nel 1581 Florence, ancora giovane, guidò un buon numero di uomini al servizio degli inglesi insieme al militare William Stanley il tutto sotto il comando di Thomas Butler, X conte di Ormond. Lo scopo dell'operazione, portata a termine con successo, era quello di portare i ribelli fuori dalle terre dei MacCarthy e Florence si prese il merito di aver ucciso due Gallowglass dei Desmond.
Alla morte del padre egli ereditò un gran numero di proprietà, ma non, attraverso il Tanistry, il titolo del padre che andò invece a suo zio Owen MacCarthy Reagh, mentre quella di secondo andò a uno dei suoi cugini. Due anni dopo Florence si recò a corte dove venne ricevuto da Elisabetta I d'Inghilterra che gli diede una cospicua rendita annua e dal 1585 iniziò a sedere presso il Parlamento d'Irlanda.

## La prigionia e la libertà ritrovata
Quando Florence sposò Ellen McCarthy, figlia del Mór su di lui iniziò a gravare il malcontento della corona circa il governo del Munster giacché si sospettava che egli avesse intenzione di unire le due branche della famiglia. A questo si aggiunse il sospetto che egli fosse in contatto con gli spagnoli oltre che con Stanley che, con un reggimento di irlandesi, aveva disertato sposando la causa spagnola nella Guerra degli ottant'anni.
Il risultato di questi sospetti fu che, nel 1588 Florence venne arrestato con lo scopo di impedire che egli prendesse il titolo di MacCarthy Mór e quindi mettesse le mani su proprietà e uomini in quantità enorme, una prospettiva intollerabile per gli inglesi che stavano provando a pacificare una nazione per nulla collaborativa.
Dopo sei mesi venne portato a Dublino e quindi a Londra dove venne portato alla Torre di Londra nel febbraio 1589. In quel periodo, probabilmente su sua istruzione, la moglie lasciò Cork mentre egli venne esaminato dal consiglio privato ed ribadì la propria estraneità alla politica filo-spagnola o alle azioni di Stanley. Riportato alla Torre vi rimase per quindici mesi quando sua moglie arrivò a corte con il conte di Ormonde che garantì per Florence la somma di 1.000 £. Poiché contro di lui non furono trovate prove venne rimesso in libertà nel 1591 a patto che non lasciasse l'Inghilterra e che non si sarebbe allontanato da Londra per più di tre miglia senza permesso.
Il principale consigliere della regina, William Cecil, I barone Burghley, lo protesse dai creditori permettendogli di raddrizzare alcune magagne finché gli venne infine concesso il permesso di tornare in Irlanda.
Nonostante fosse, tecnicamente, ancora prigioniero Florence tornò in patria nel novembre 1593 con moglie e figlio, l'anno seguente suo zio morì e gli succedette un cugino di Florence. 
L'anno dopo Florence dovette fronteggiare un lontano parente, David de Barry, V visconte di Buttevant (1550circa-10 aprile 1617), un rivale dei MacCarthy in una disputa riguardante un terreno e che, di nuovo, vide coinvolte le sue presunte implicazioni con la Spagna e con Stanley. Florence tornò di nuovo a Londra dove rimase fino al 1596 nel tentativo, vano, di ridare lustro alla propria reputazione sempre nel 1594 era stato infatti giustiziato Patrick O'Collun, un uomo che aveva attentato alla regina e che in passato era stato parte del suo seguito.
Sempre nel 1596 il nuovo Mór morì senza eredi maschi e la successione iniziò a farsi complessa, alcune proprietà sarebbero dovute tornarea alla corona, ma Florence aveva un'ipoteca su di esse su cui per altro vantava dei diritti grazie alla moglie. Per il titolo di Mór si fece avanti un figlio illegittimo del defunto capo oltre che, ovviamente, a Florence stesso.
Era piuttosto improbabile che gli inglesi gli avrebbero mai riconosciuto il titolo di Mór insieme al contado inglese di Clancarthy che ne derivava quindi la vera disputa legale che ne nacque si focalizzò sul tentativo di Florence di recuperare le proprie terre dal creditore inglese con esisteva un debito contratto dall'ultimo conte ed egli si recò a Londra nel 1598 per dirimere la faccenda.
Gli equilibri cambiarono con l'arrivo nel Munster di Hugh O'Neill un condottiero che stava scatenando rivolte in tutta l'Irlanda, la Ribellione di Tyrone per l'appunto e in autunno si seppe che Donal MacCarthy (il figlio illegittimo di cui sopra) aveva riconosciuto l'autorità di O'Neill e aveva assunto il titolo di Mór, ma il Mòr degli O'Sullivan rifiutò di usare la White hand (simbolo del riconoscimento dell'autorità) in suo favore per porgerla invece a Florence. Alla fine sembrò quasi che tutti i Signori con radici irlandesi si sarebbero rivoltati e la corona, presa per i capelli, alla fine lo perdonò e gli concesse il riconoscimento del titolo a patto che convincesse i propri uomini a non rivoltarsi. Mentre negoziava con gli inglesi Florence non mancava di mantenere i contatti con i ribelli sempre con lo scopo di ottenere la sovranità sul clan.
Durante la Rivolta Florence non partecipò mai alle campagne inglesi e segretamente s'accordò con O'Neill e con gli spagnoli, probabilmente il piano di O'Neill era quello di appoggiare i lord irlandesi che avevano dell'acredine contro gli inglesi e che avevano dalla loro abbastanza terre e uomini per offrire supporto alla causa.
| Controllo di autorità | VIAF (EN) 208190258 |